# 翁角路站
翁角路站（廈門話：/ɔŋ˧˧ kak̚˥ lɔ˧˧/）位于中华人民共和国福建省厦门市海沧区翁角路地下，是厦门轨道交通2号线的地铁车站，于2019年12月25日开通运营。